# Голгофа (Метсю)
Голгофа (Метсю) — біблійна композиція голландського художника середини 17 століття Габріеля Метсю (1629—1667).

## Католицький Утрехт
В 16 та в 17 століттях головним замовником і споживачем живопису, і коштовного, і тривалого за виконанням, була католицька церква. Але в Нідерландах місце під сонцем та в головах вірян виборював власні позиції протестантизм. Палкі дискусії швидко перейшли в запеклі бої, а згодом і в фізичне винищення католиками прибічників протестантизму, яких визнавали єретиками. В Нідерландах протестанти відповіли спротивом і хвилею іконоборства, коли протистояння католицьким настановам вилилось в знищення вівтарних картин і релігійних образів,  погромами католицьких храмів Нідерландів. В Європі пройшло розмежування на країни католицькі та протестантські,  і, колись єдина західноєвропейська спільнота, тепер остаточно розкололась на два християнські табори. Але католицизм не здав власні позиції остаточно навіть в таких суто протестантських країнах, як Британія чи Голландія. Малим осередком католицизму в протестантській Голландії залишився університетський Утрехт. Федеральний устрій Голландії з декількох різних земель таке розмежування за віросповідуванням сприйняв досить спокійно.
Утрехтські художники зберігали тісні релігійні і культурні зв'язки з папським Римом - без агресії і протистояння. І, відповідно, зберігали традицію створення релігійних образів в протестантській країні, де практично відмовились від створення біблійних сюжетів, а замови на релігійні картини надзвичайно скоротились і зходили на нівець. Серед небегатьох митців, котрі звертались до створення релігійних композицій, був і художник Габріель Метсю, котрийо декілька років пропрацював в католицькому Утрехті.

## Опис твору
Полотно «Голгофа» належить до пізнього періоду творчості художника. Позаду були праця в Лейдені і Утрехті, була створена низка цікавих картин побутового жанру, визнаним майстром яких став Габріель. Реалістичні настанови голландського мистецтва 17 ст. були добре ним засвоєні. І це відбилось в відтворенні одягу Марії Магдалини і коштовного, золотого келиха біля її ніг. Серед персонажів картини саме Магдалина зберегла реальний, практично типовий одяг сучасниць Габріеля. В фігурах Богородиці, Христа та Івана - більш традиційні зображення, котрі художник наблизив до канонічних, умовно історичних, котрі мали поширення в італійському і бароковому живопису. Художник широкого діапазону, Габріель Метсю сміливо відмовився в картині від багатьох подробиць і деталей, що вигідно наблизило полотно до монументальних зразків найкращих майстрів бароко 17 століття.